# Ligne de Debrecen à Valea lui Mihai par Nyírábrány
La Ligne de Debrecen à Valea lui Mihai par Nyírábrány ou ligne 105 est une ligne de chemin de fer de Hongrie. Elle relie Debrecen à Nyírábrány.